# THE CROSSING〜香港と大陸をまたぐ少女〜
『THE CROSSING〜香港と大陸をまたぐ少女〜』（ざ くろっしんぐ ほんこんとたいりくをまたぐしょうじょ、原題：過春天）は、2018年の中国映画。
実家のある中国の深圳から香港の学校に越境通学する女子高生を主人公に、香港と中国大陸の2つの文化の狭間で揺れる姿を描く青春映画。
2019年の第14回大阪アジアン映画祭では『過ぎた春』の邦題でコンペティション部門で上映され、監督のバイ・シュエが「来るべき才能賞」を受賞した。2020年に日本で劇場公開。

## ストーリー
中国の深圳に住みながら香港の高校に通う「越境通学」をする女子高生ペイ。彼女は運送業で香港と深圳を行き来していた父と、深圳に出稼ぎに来ていた母が不倫して産んだ子で、戸籍のある香港の高校に通学していたが、麻雀で生計を立てるだらしない母との暮らしを嫌い、香港の父を時々訪ねるも彼にはもともと別の家庭があった。孤独なペイは高校での唯一の友達ジョーとの日本の北海道への旅行を夢見るが、香港人のジョーと違って裕福な家庭ではない。やがてひょんなことから最新のスマホを香港から中国に密輸する組織に出会い、ジョーのボーイフレンドのハオもその一員であることを知る。お金を稼ぎたいペイは、越境通学で深圳と香港を行き来する彼女に目を付けた組織の誘いに乗って、密輸を実行する役割（水貨客）を積極的に担おうとするのだが……。

## キャスト
- ペイ：ホアン・ヤオ
- ハオ：スン・ヤン
- ジョー：カルメン・タン
- ラン：ニー・ホンジエ
- ヨン：リウ・カイチー
- ホア：エレン・コン
- シュエイ：チアオ・ガン

## スタッフ
- 監督：バイ・シュエ
- エクゼクティブプロデューサー：ティエン・チュアンチュアン
- ゼネラル·プロデューサー：チェン・ジエンフォン
- 製作：スン・タオ、ハー・ビン
- 脚本：バイ・シュエ、リン・メイルー
- 撮影：プー・ソンリー
- 美術：チャン・ジャオカン
- 編集：マシュー・ラクロワ、リン・シンミン、ツァイ・イエンシャン
- 録音：フォン・イエンミン
- 音楽：カオ・シャオヤン、リー・ビン
- 調色：チャン・ハン